# Altes Rathaus (Buchen)

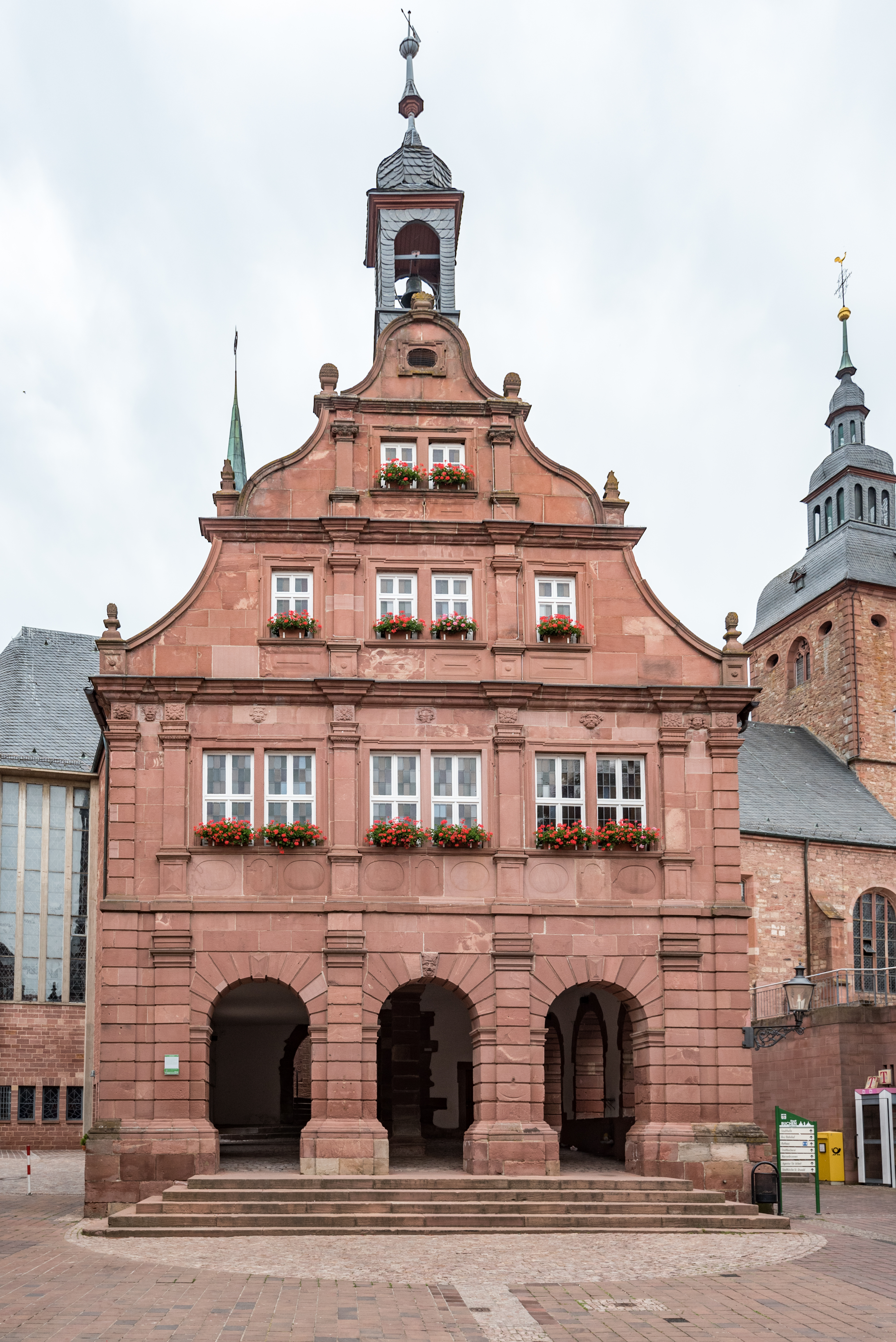
Altes Rathaus in Buchen

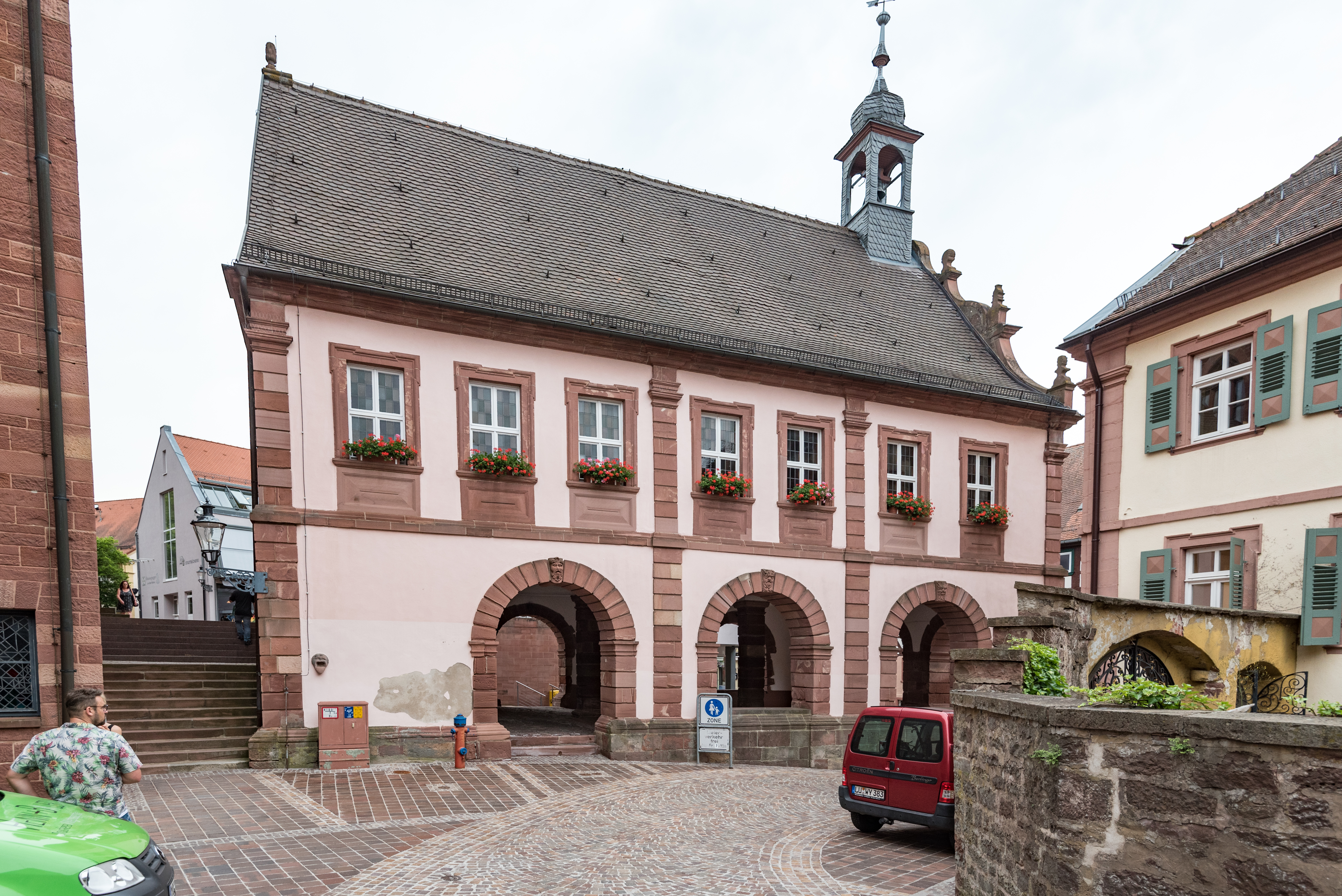

Das Alte Rathaus in Buchen (Odenwald), einer Stadt im Neckar-Odenwald-Kreis in Baden-Württemberg, wurde 1723 fertiggestellt. Das Gebäude am Marktplatz ist eines der markantesten Wahrzeichen Buchens und ein geschütztes Kulturdenkmal.

## Geschichte und Beschreibung
Der Vorgängerbau war vermutlich ein Fachwerkbau mit offener Markthalle. Er fiel im Jahr 1717 dem großen Stadtbrand zum Opfer, der von einem Blitzeinschlag im Turm der benachbarten Stadtkirche ausgelöst worden war. Bis 1723 wurde dann das jetzige Gebäude in spätbarockem Stil erstellt. Die Kosten in Höhe von 787 Gulden wurden großenteils durch die Bürgerschaft selbst finanziert. 250 Gulden zahlte der Landesherr, Lothar Franz von Schönborn.
Der aus rotem Sandstein errichtete Bau besitzt drei Torbögen mit steinernen Neidköpfen. Die Maurer- und Steinsetzerfamilie Raßberger aus Alpbach in Tirol gestaltete den gesamten Schmuck am Rathaus. Sie schuf die Bildhauerarbeiten am Giebelgesims, an den Schlusssteinen mit den Fratzengesichtern, die Früchtereliefs sowie die Fenster- und Türgewände. Der Giebel des Bauwerks wird von einem Dachreiter mit Glocke bekrönt.
Bis kurz nach dem Ersten Weltkrieg hatte die Stadtverwaltung ihren Sitz im Alten Rathaus.

## Trivia
Der Saal des Alten Rathauses war am 1. Dezember 1858 Örtlichkeit eines besonderen Weltrekords. Angeregt durch die Leistung eines englischen Barbiers, 70 Männer in einer Stunde vom Bart zu befreien, holte sich der Buchener Bader und Barbier Josef Baumann den Titel König der Barbiere. Unter den Augen von amtlichen Urkundspersonen gelang es ihm, innerhalb einer Stunde 94 Bärte abzurasieren.